# Selbstüberschätzung
Selbstüberschätzung, manchmal auch Vermessenheitsverzerrung, ist eine Form der systematischen Fehleinschätzung eigenen Könnens und eigener Kompetenzen.
In der Wissenschaft wird Selbstüberschätzung zumeist unter dem Begriff Hybris innerhalb der Psychologie, Medizin sowie in der Organisations- und Managementforschung untersucht und thematisiert. In der Verhaltensökonomie (Behavioral Economics) wird der Selbstüberschätzung (Overconfidence-Bias, englisch overconfidence, overconfidence bias) aufgrund von robuster experimenteller Evidenz eine wichtige Rolle in Beurteilungen, Heuristiken und Entscheidungsprozessen von Menschen eingeräumt (siehe hierzu auch die Prospect Theory).

## Verhaltensökonomische und psychologische Sichtweisen
Die Verhaltensökonomie und die Psychologie ordnen die Selbstüberschätzung in die Kategorie kognitive Verzerrungen ein.
Man kann drei Arten der Selbstüberschätzung unterscheiden bzw. beobachten:
1. Einschätzung der aktuellen Leistung
2. Einschätzung der Leistung relativ zur Leistung anderer Menschen
3. Einschätzung des eigenen Wissens (Exaktheit, Aktualität usw.)

Selbstüberschätzung ist keine generelle Persönlichkeitseigenschaft eines Menschen. Sie ist in der Regel kontextabhängig. Menschen überschätzen ihre Fähigkeiten tendenziell in Aufgabenbereichen, die einfach und üblich sind (Autofahren, sich gut mit anderen sozialisieren usw.), und unterschätzen sie tendenziell bei schwierigen Aufgaben.
In Laborexperimenten konnten Muriel Niederle und Lise Vesterlund zeigen, dass Männer sich eher für konvexe Vergütungssysteme (z. B. Wettbewerbs- oder Turniersysteme) entscheiden, wogegen Frauen sich eher für lineare Entlohnungssysteme (Stücklohn, englisch: piece rate) entscheiden. Die an diesen Experimenten teilnehmenden Männer und Frauen überschätzten beide im Durchschnitt ihre Fähigkeiten, Frauen jedoch in einem viel geringerem Maße.
Eine Metaanalyse aus dem Jahr 2022 ergibt, dass Experten zwar glauben, Männer seien übermäßig selbstsicher und Frauen unterdurchschnittlich selbstsicher, die Forschung aber belegt, dass sowohl Männer als auch Frauen tendenziell übermäßig selbstsicher sind; es konnten somit keine signifikanten Geschlechterunterschiede in der Selbstsicherheit festgestellt werden, was darauf hindeutet, dass die Expertenmeinungen möglicherweise verzerrt oder voreingenommen sind.